# Chris Patten
Christopher Francis Patten, baron Patten of Barnes (ur. 12 maja 1944 w Cleveleys) – polityk brytyjski, członek Partii Konserwatywnej, ostatni brytyjski gubernator Hongkongu, minister w rządach Margaret Thatcher i Johna Majora, komisarz Unii Europejskiej w gabinecie Romano Prodiego. Obecnie pełni funkcję kanclerza Uniwersytetu Oksfordzkiego.

## Życiorys
Wykształcenie odebrał w St Benedict's School w Ealing Abbey. Studiował w Balliol College na Uniwersytecie Oksfordzkim. Od 1964 był członkiem Partii Konserwatywnej. Początkowo był urzędnikiem, a następnie (w latach 1974–1979) dyrektorem Conservative Research Department. W latach 1979–1992 pełnił mandat deputowanego do Izby Gmin jako reprezentant okręgu Bath.
W 1983 został parlamentarnym podsekretarzem stanu w ministerstwie ds. Irlandii Północnej. Następnie został przeniesiony do resortu edukacji. W latach 1986–1989 był ministrem stanu ds. rozwoju zamorskiego w Foreign Office. W 1989 został członkiem gabinetu jako minister środowiska. Od 1990 był przewodniczącym partii (niezależnie od roli lidera, przypisanej premierom Margaret Thatcher i Johnowi Majorowi) i Kanclerzem Księstwa Lancaster. Uchodził za jednego z twórców sukcesu wyborczego konserwatystów w 1992. Sam przegrał jednak w tych wyborach walkę o fotel parlamentarny z przedstawicielem Liberalnych Demokratów Donem Fosterem i został zastąpiony na stanowisku przewodniczącego Partii Konserwatywnej przez Normana Fowlera.
Po wyborach, w lipcu 1992, został mianowany 28. brytyjskim gubernatorem Hongkongu jako następca Davida Wilsona. Był ostatnim brytyjskim szefem administracji Hongkongu. Wcześniej stanowisko to obsadzali zawodowi dyplomaci, Patton był przede wszystkim politykiem. Angażował się w zmiany zasad wyborczych, polegające na rozciągnięciu czynnych praw na jak największą liczbę mieszkańców; naraził się tym na krytykę działaczy komunistycznych, zarówno z Hongkongu, jak i Pekinu, szykujących się do przejęcia administracji nad Hongkongiem w 1997. Jednocześnie działania te (jak i krytyka ChRL) przyniosły mu dużą popularność, którą cieszył się, kiedy opuszczał Hongkong w lipcu 1997 – po przekazaniu zwierzchnictwa szefowi władz wykonawczych Specjalnego Regionu Administracyjnego Tung Chee Hwa.
Królowa Elżbieta II odznaczyła Pattena w 1998 Orderem Kawalerów Honorowych. W latach 1998–1999 Patten stał na czele Niezależnej Komisji ds. Polityki w Irlandii Północnej (nazwanej od jego nazwiska Komisją Pattena), powołanej na mocy porozumienia z Belfastu z 1998. 9 września 1999 Komisja ogłosiła raport A New Beginning: Policing in Northern Ireland („Raport Pattena”), zawierający 175 zaleceń, część o charakterze symbolicznym, część bardziej praktycznych.
Pod koniec 1999 został nominowany na członka Komisji Europejskiej pod kierownictwem Włocha Romano Prodiego, objął funkcję komisarza ds. stosunków zewnętrznych Unii Europejskiej (23 stycznia 2000 – 22 listopada 2004). Wielka Brytania zgłosiła jego kandydaturę na stanowisko przewodniczącego Komisji Europejskiej w 2004, ale ostatecznie nie został następcą Prodiego wobec zastrzeżeń Niemiec i Francji. Po zakończeniu pracy w Komisji Europejskiej został wyniesiony do godności para jako „baron Patten of Barnes”, dzięki temu zasiadł w Izbie Lordów. Obecnie lord Patten pełni honorowe funkcje kanclerza Uniwersytetów w Oksfordzie i Newcastle. W Partii Konserwatywnej patronuje działaniom tzw. grupy reformatorów.
Jego żoną jest adwokat, Lavender Patten. Małżonkowie doczekali się trzech córek – Kate, Laury i Alice. Patten jest właścicielem dwóch norfolk terrierów – Whisky'ego i Sody. W 2005 opublikował swoje wspomnienia pt. Not Quite the Diplomat.
W październiku 2003 otrzymał tytuł doktora honoris causa Uniwersytetu Szczecińskiego. W 2016 został mianowany Komandorem Legii Honorowej.

## Publikacje
- The Tory Case, Longman Higher Education, 1983, ISBN 0-582-29612-9
- Letters to Hong Kong, Hong Kong: Information Services Department, 1997
- East and West: The Last Governor of Hong Kong on Power Freedom and the Future, Pan Macmillan, 1998, ISBN 0-333-74787-2
- Not Quite the Diplomat: Home Truths About World Affairs, Allen Lane, 2005, ISBN 0-7139-9855-5
- Cousins and Strangers: America, Britain, and Europe in a New Century, Times Books, 2006, ISBN 0-8050-7788-X

## Odznaczenia
- Order Wolności (Kosowo, 2004)[2]